# Transformatorhuisje
Een transformatorhuisje, in Vlaanderen doorgaans elektriciteitscabine of distributiecabine genoemd,  is een gebouwtje dat een of meer transformatoren herbergt om hoogspanning om te zetten naar laagspanning voor levering aan huishoudens en bedrijven.

## Geschiedenis
Een vroege vorm van het transformatorhuisje is de transformatorzuil: een ronde zuil die verhuurd wordt als aanplakzuil. Ter wille van de veiligheid en werkomstandigheden is overgegaan op een stevig bakstenen gebouwtje zonder ramen en met een zware stalen toegangsdeur. Veel bedrijven gebruikten hun eigen standaardontwerpen, die veelal gemaakt waren door bekende architecten. De gebouwtjes weerspiegelen vaak de bouwstijl van de tijd waarin ze ontstonden. Tegenwoordig wordt vaak gebruikgemaakt van geprefabriceerd betonnen omkastingen waardoor de afmeting van het bouwsel drastisch afneemt, er geen bouwvergunning meer nodig is en deze voorzieningen op grotere schaal in een fabriek kunnen worden vervaardigd. In de loop der tijd zijn de transformatorhuisjes compacter en meer standaard geworden.

## Nederland
In een Nederlands transformatorhuisje wordt hoogspanning van 10 of 6 kV omgezet naar laagspanning. Dat kan zijn industriespanning (700 V) of lichtnetspanning (400/230 V, voorheen 380/220 V en 220/127 V). Deze laagspanning wordt vervolgens naar de afnemers geleid.
In de jaren 60 werd al gebruikgemaakt van geprefabriceerde delen om de netuitbreiding als gevolg van de wederopbouw bij te kunnen houden. In de jaren 70 werd de hoogte van transformatorhuisjes beperkt onder de toenemende aandacht voor visuele vervuiling. Om te voorkomen dat de oudere karakteristieke gebouwtjes uit het stads- of dorpsbeeld verdwijnen, is een aantal ervan tot rijksmonument of gemeentelijk monument verklaard. De overige transformatorhuisjes zijn soms toch ook zeer de moeite waard, daarom in de lijst opgenomen als aparte categorie.

## Afbeeldingen

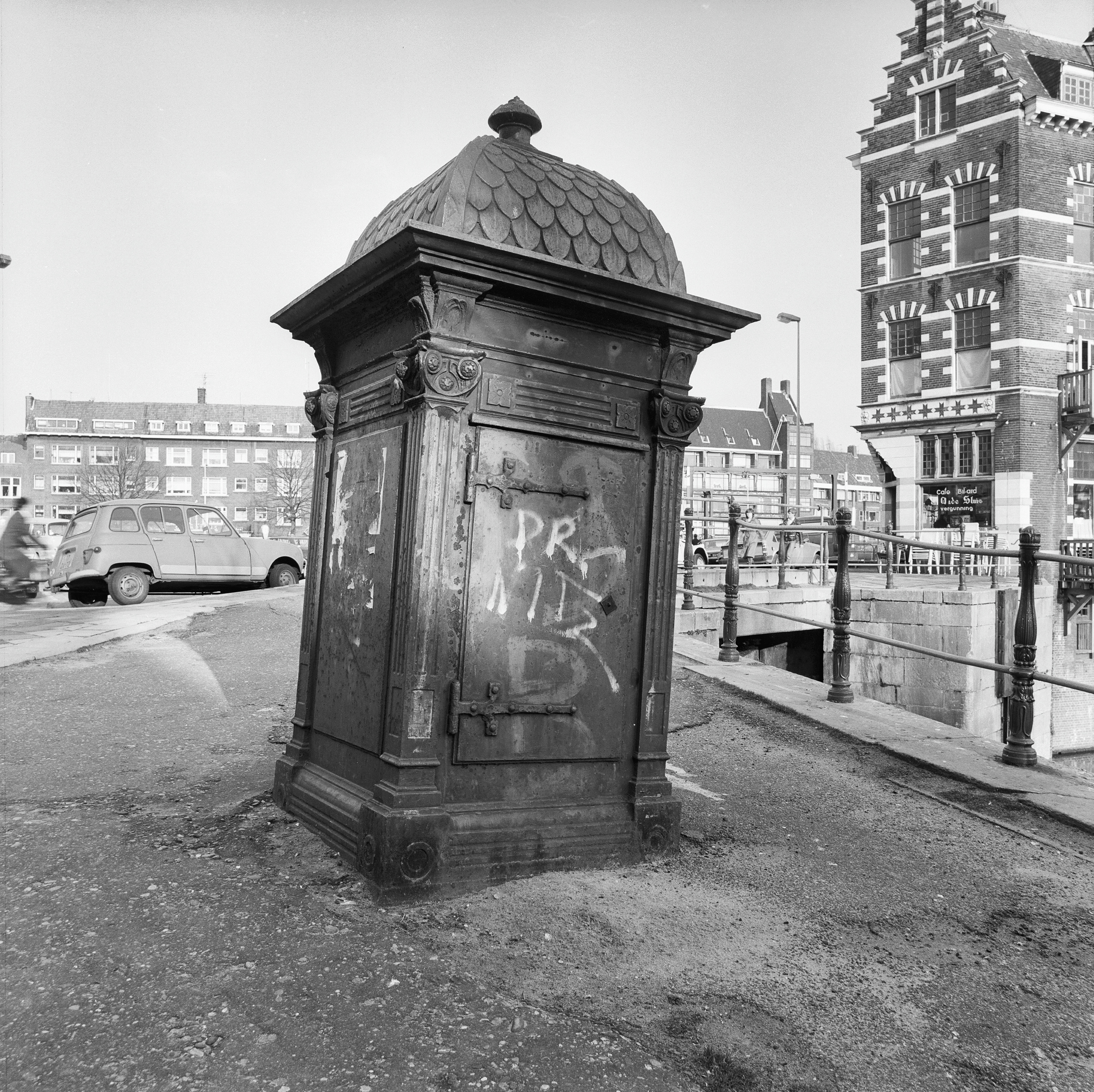
Gietijzeren transformatorhuisje in Rotterdam-Delfshaven
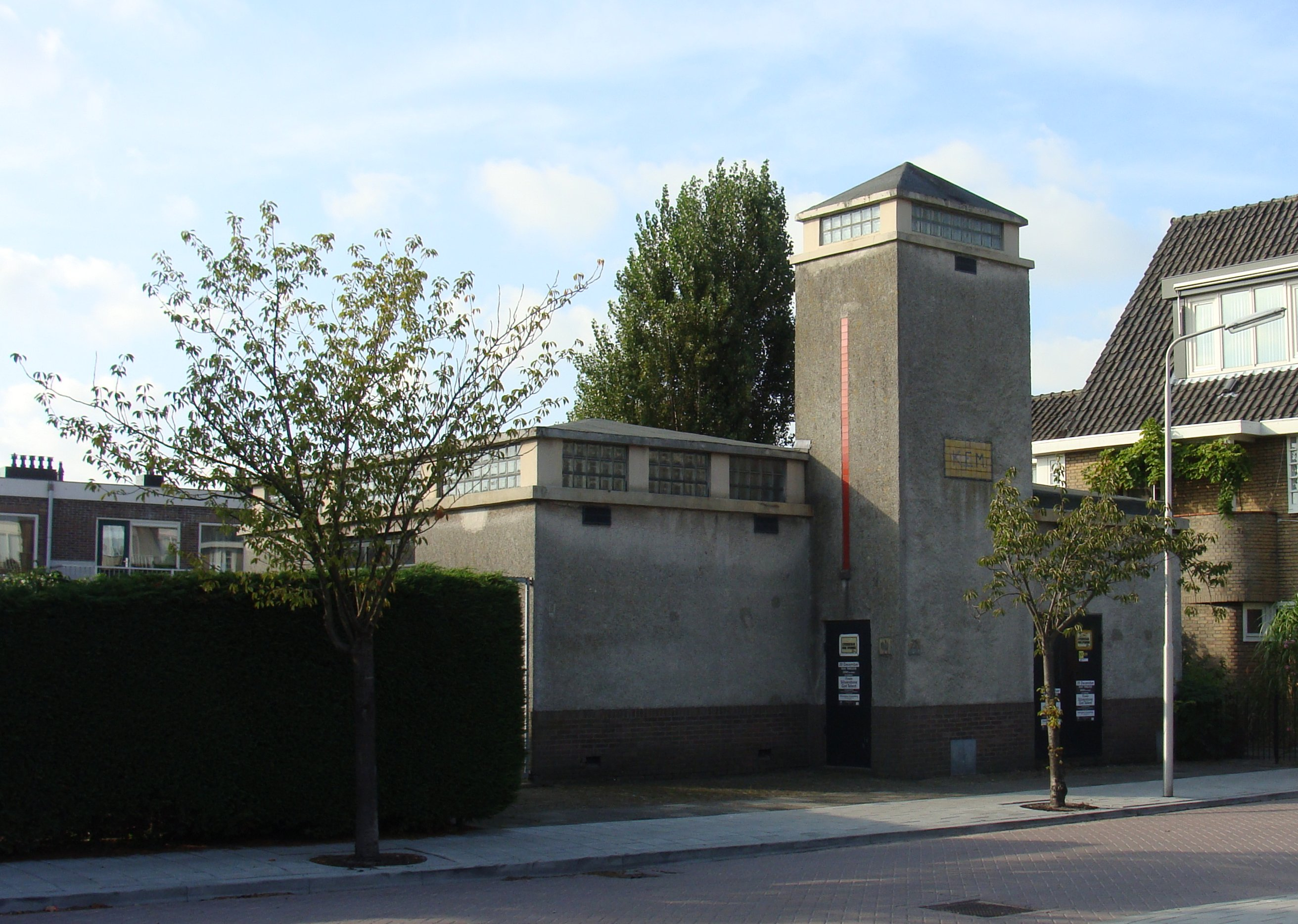
Transformatorhuis van de Kennemer Electriciteit-Maatschappij in Halfweg, ontwerp uit 1915 van J.B. van Loghem (rijksmonument)
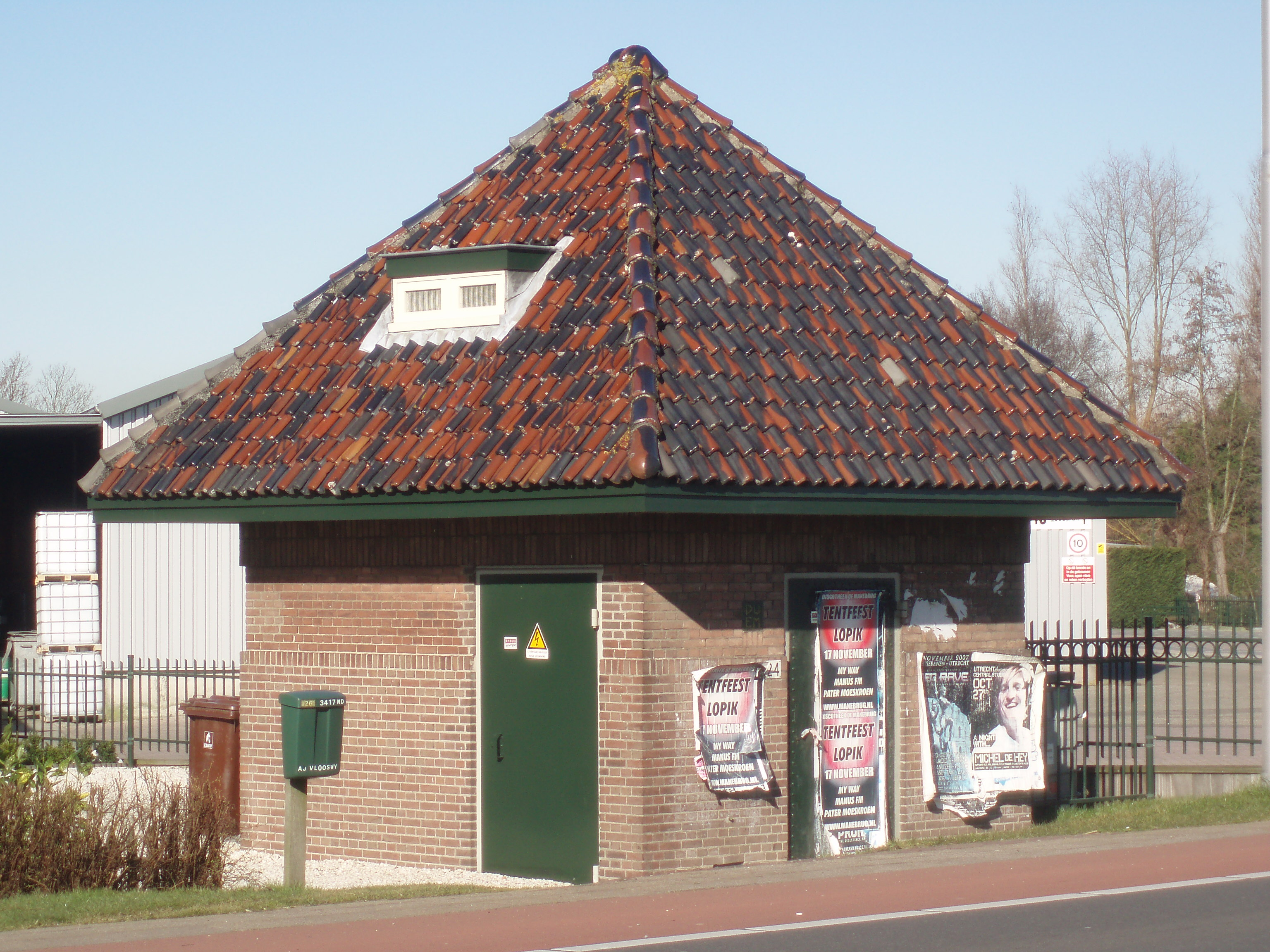
Transformatorhuisje in art-decostijl in Willeskop (1927)
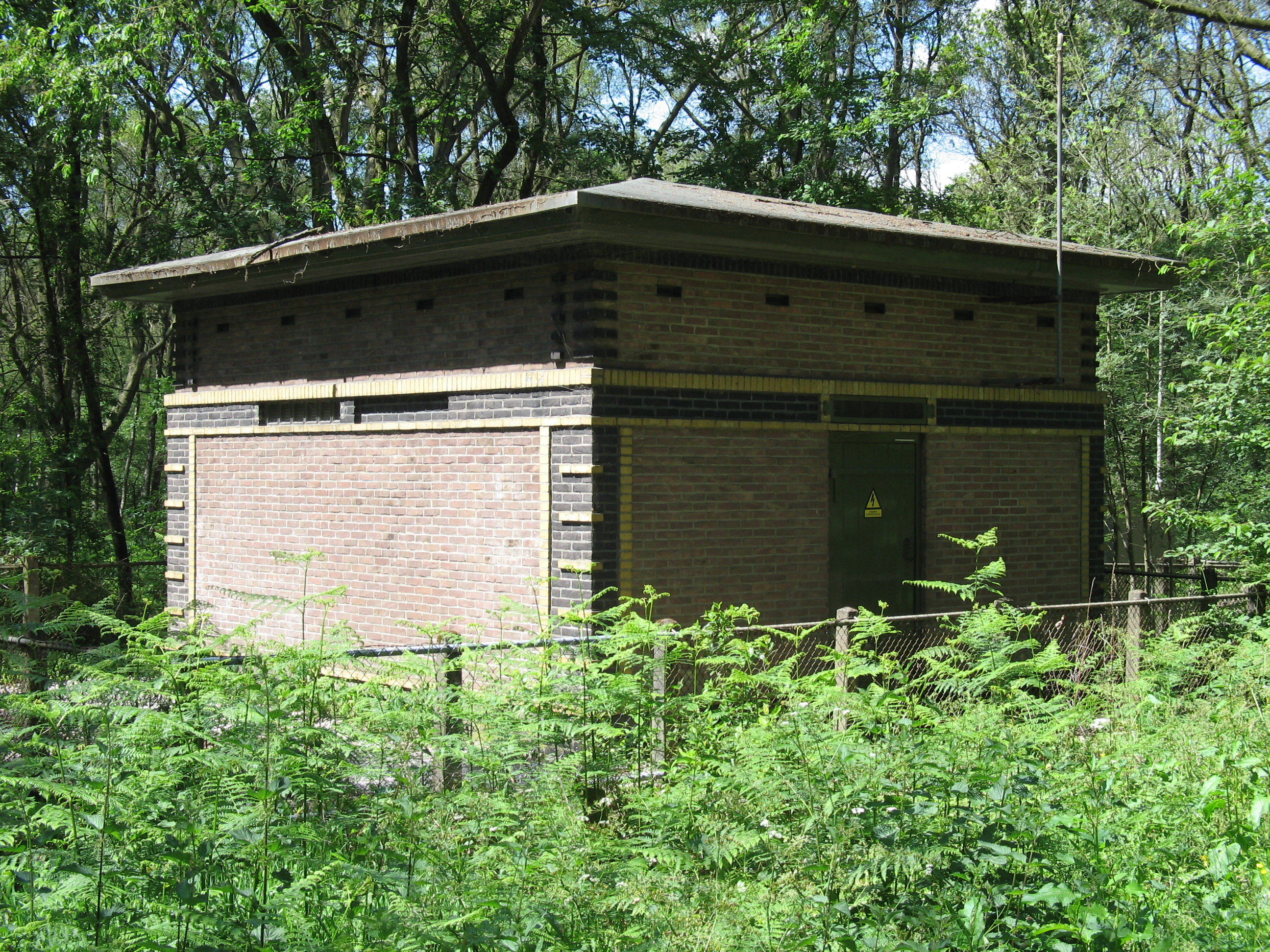
Transformatorhuisje (Doorwerth) naar ontwerp van Gerrit Versteeg, jaren 1920 (rijksmonument)
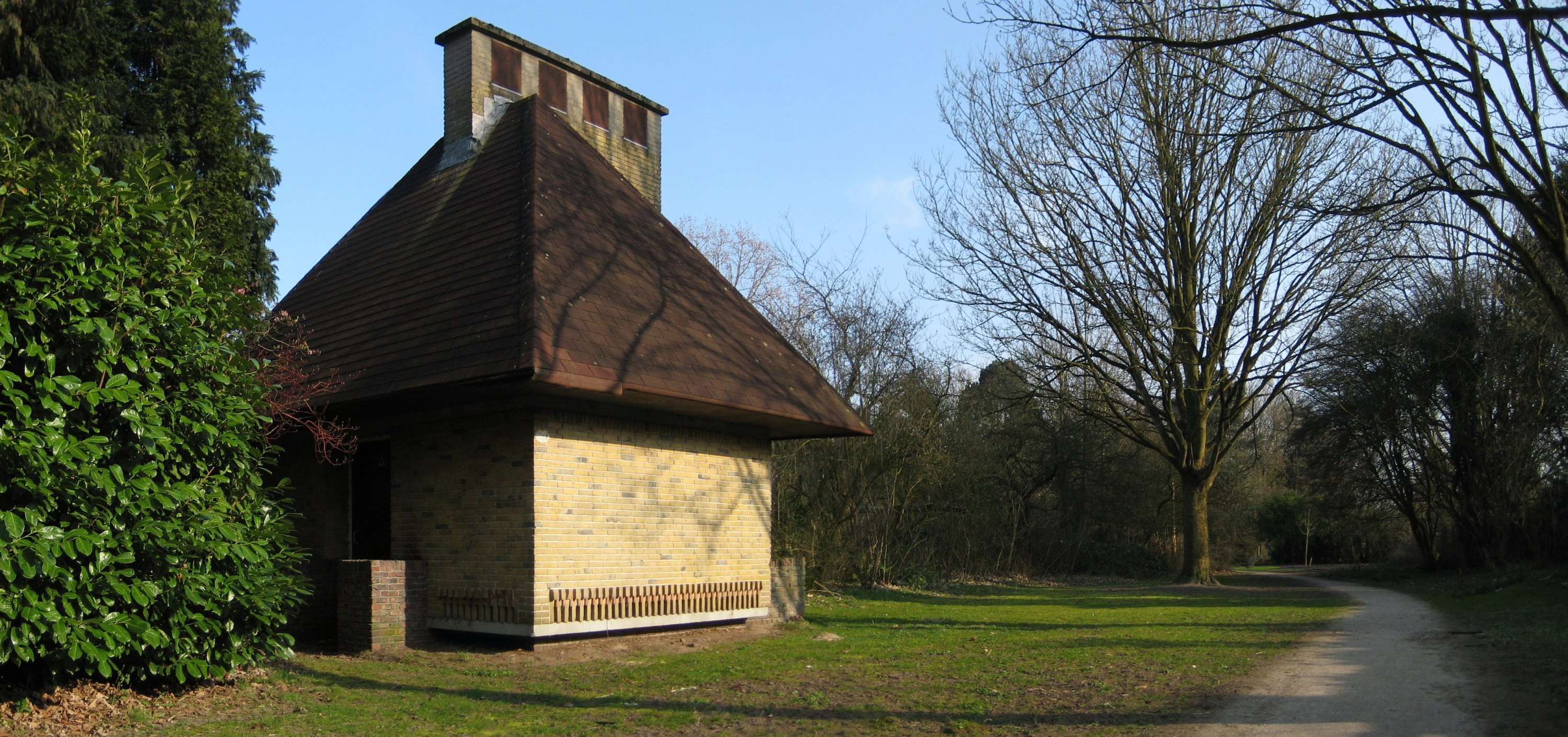
Transformatorhuisje uit 1931 in Groningen, ontworpen door Siebe Jan Bouma (rijksmonument)
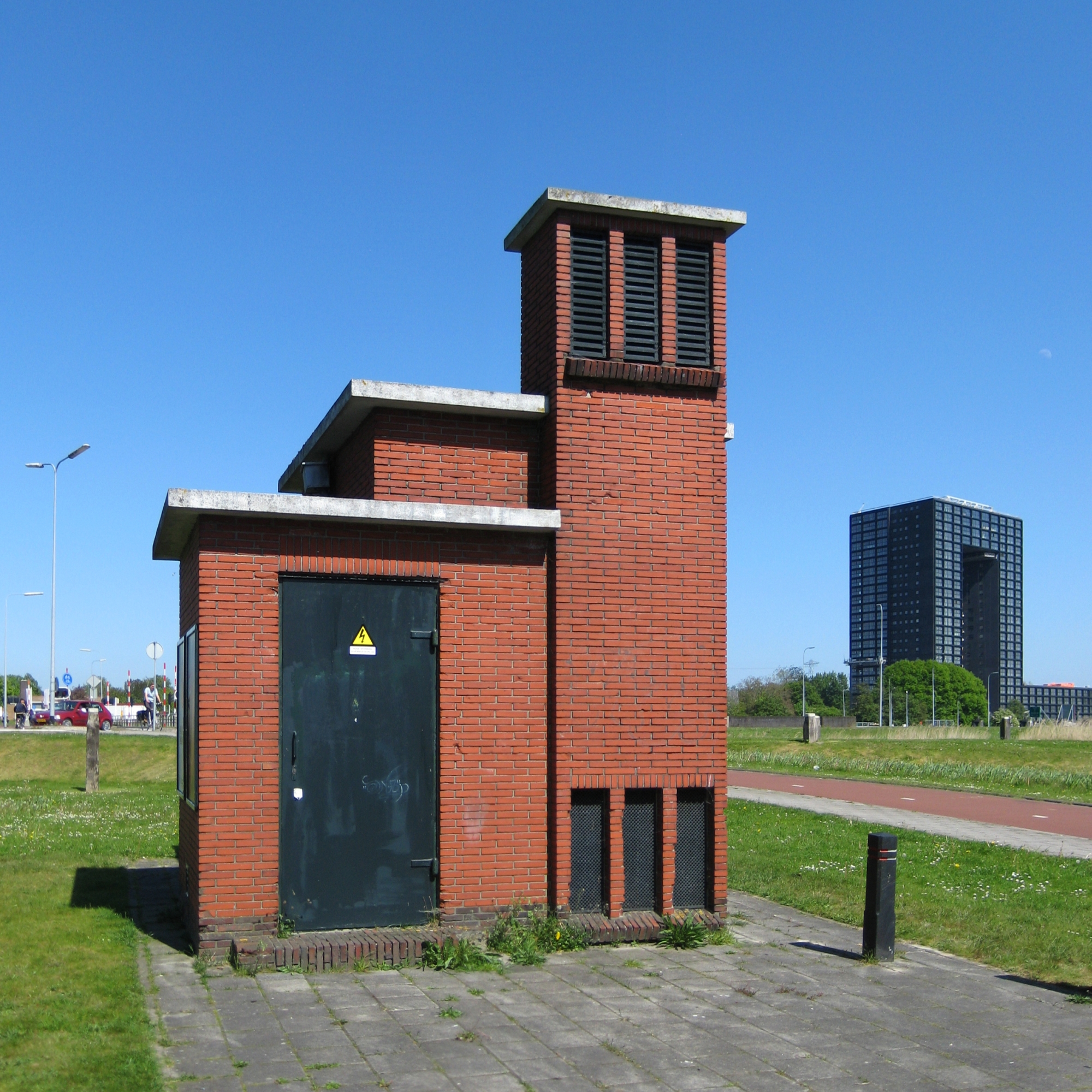
Transformatorhuisje bij de Oosterparkwijk in Groningen
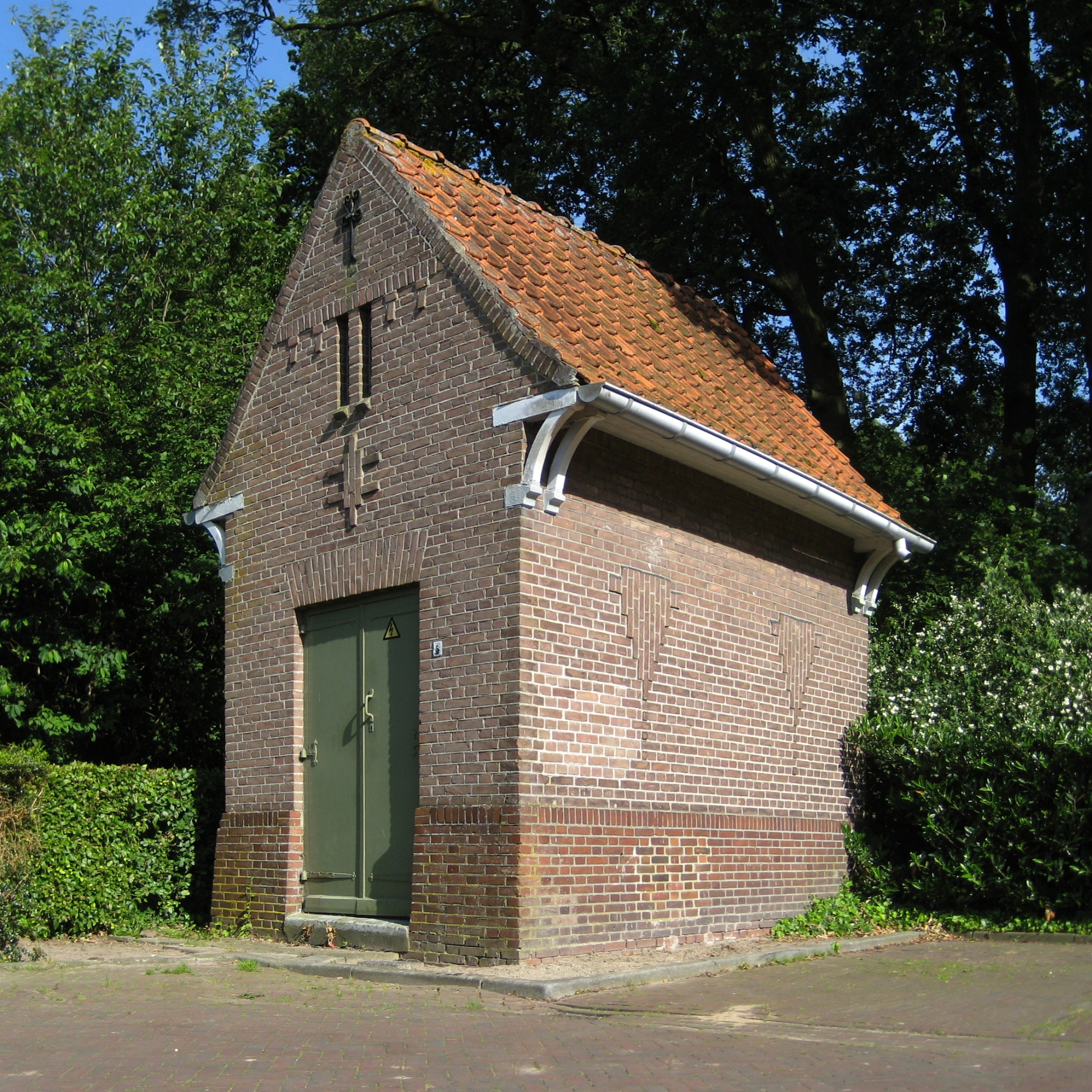
Transformatorhuisje in het Drentse dorp Vries (ca. 1920) (rijksmonument)
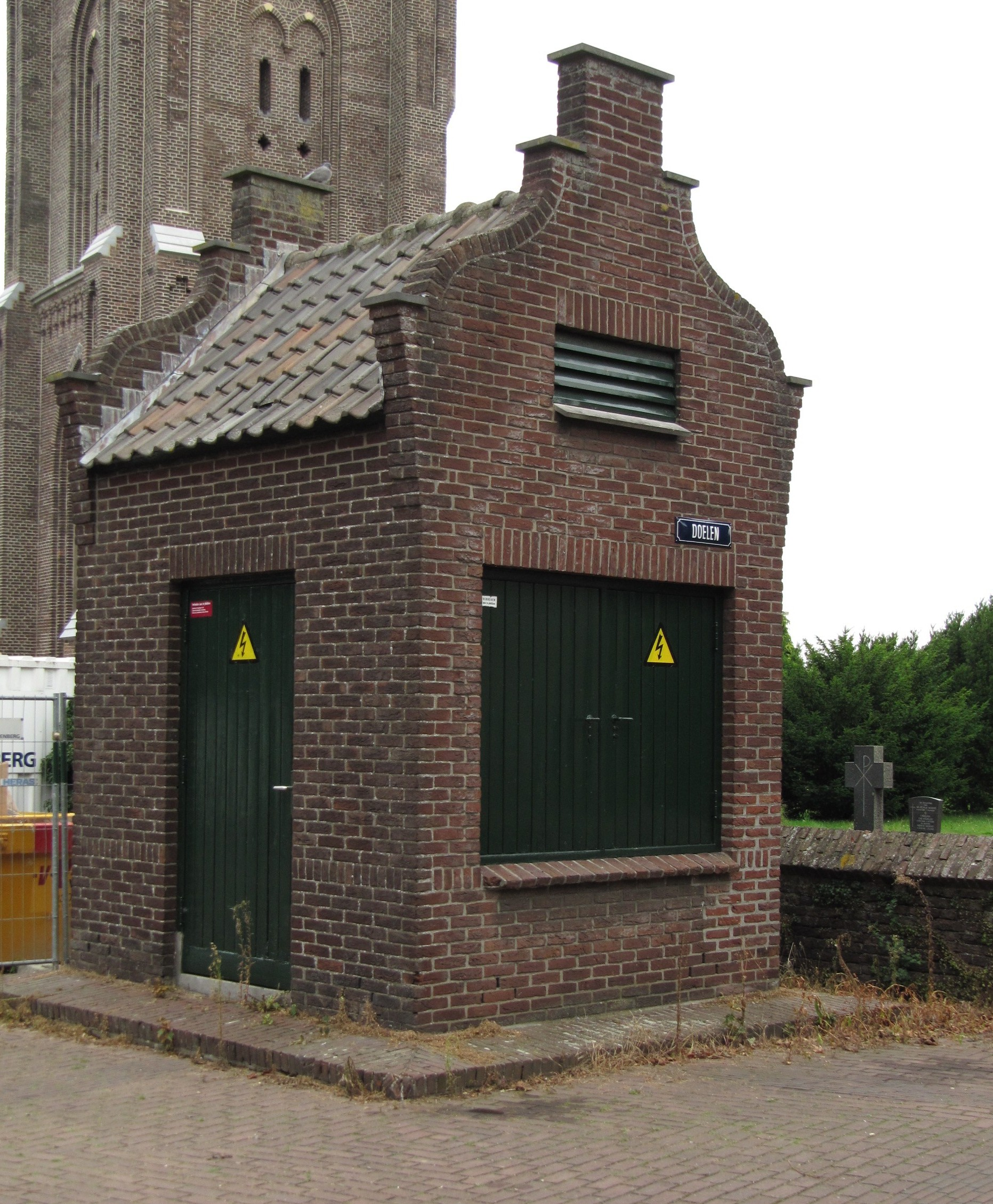
Transformatorhuisje bij de Sint-Martinustoren (Gennep)
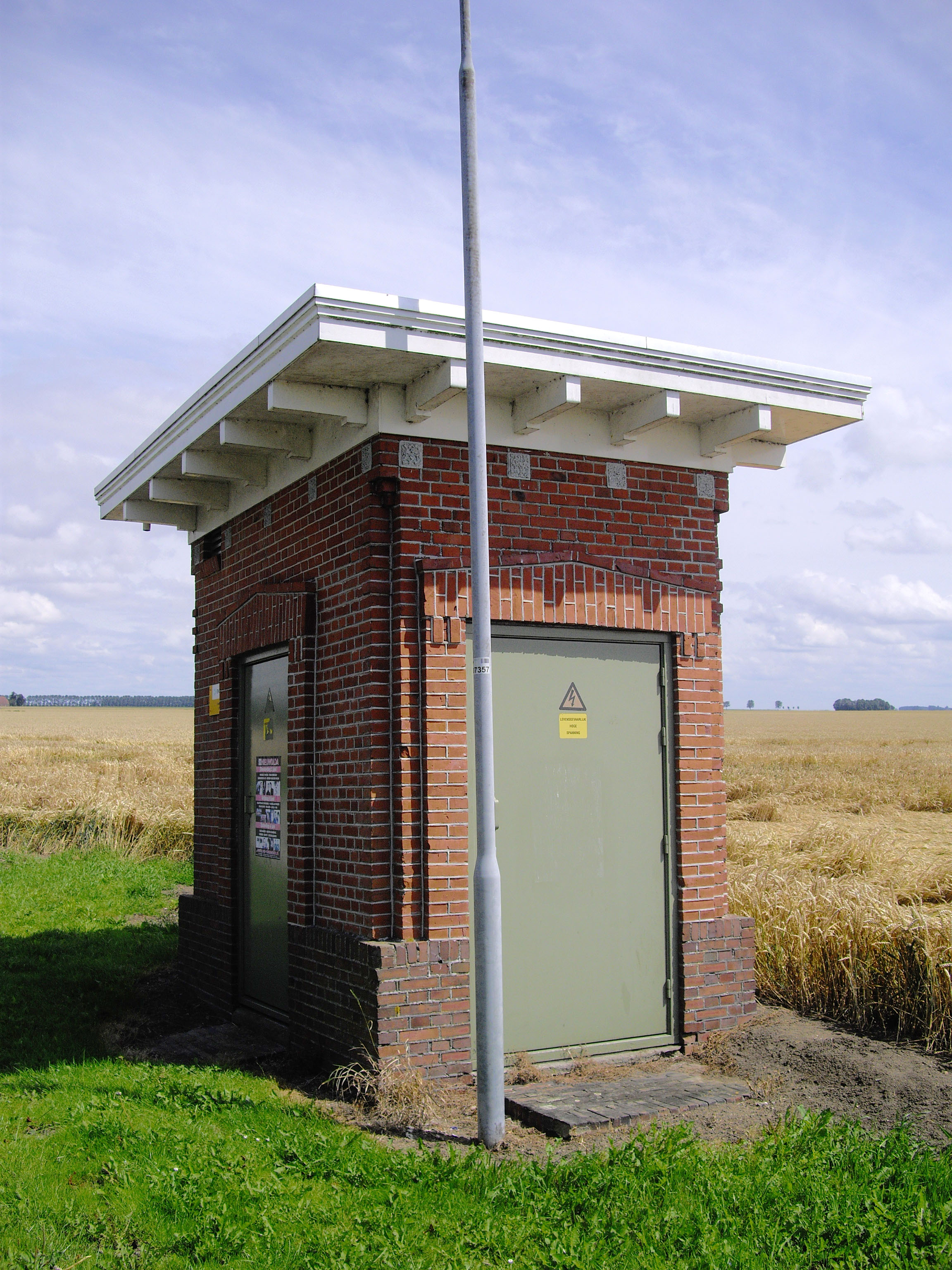
Transformatorhuisje uit 1925 in Nieuwolda (rijksmonument)
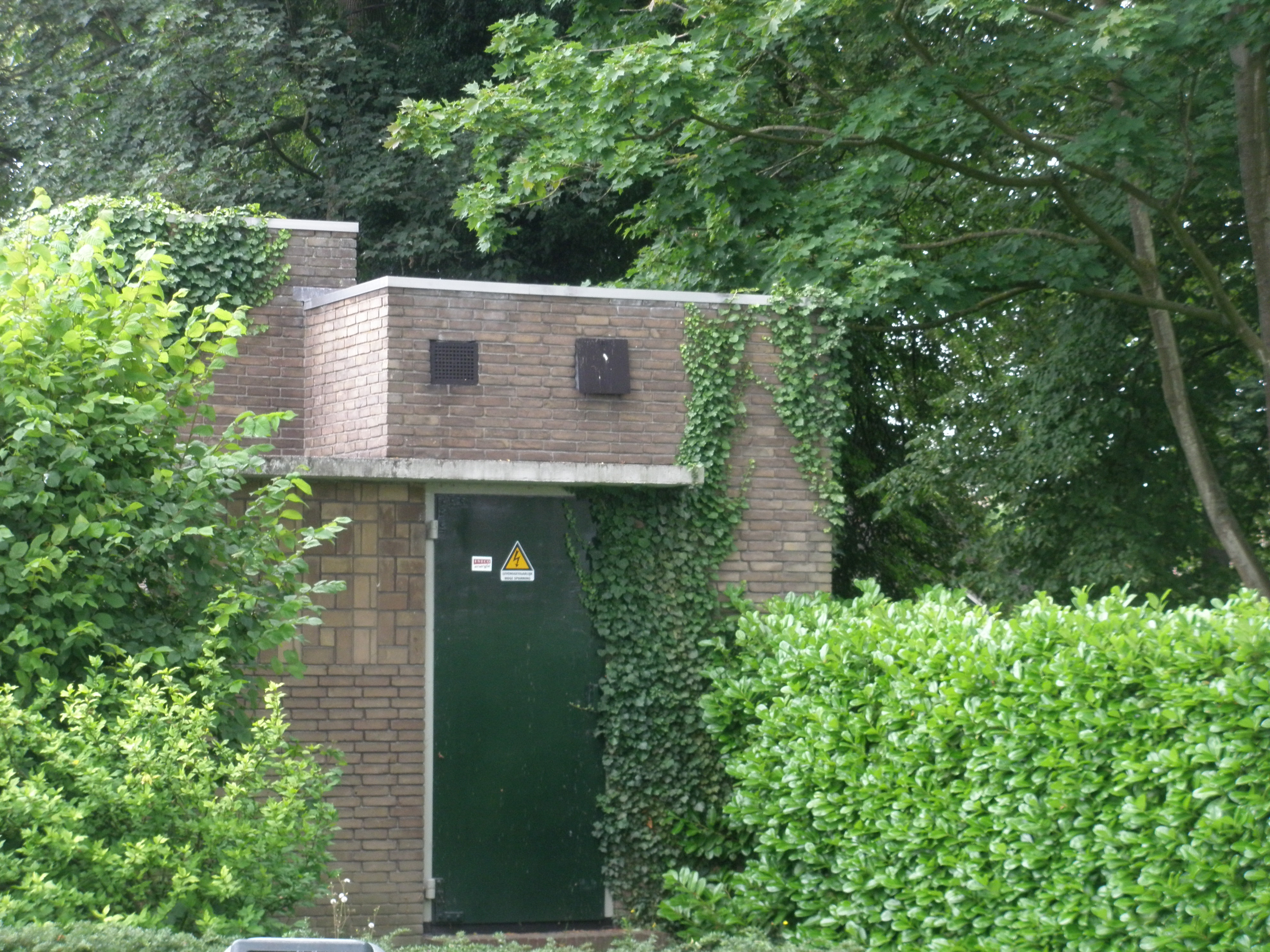
Transformatorhuisje Julianalaan 3 te Montfoort, ontwerp PUEM uit 1934 (rijksmonument)
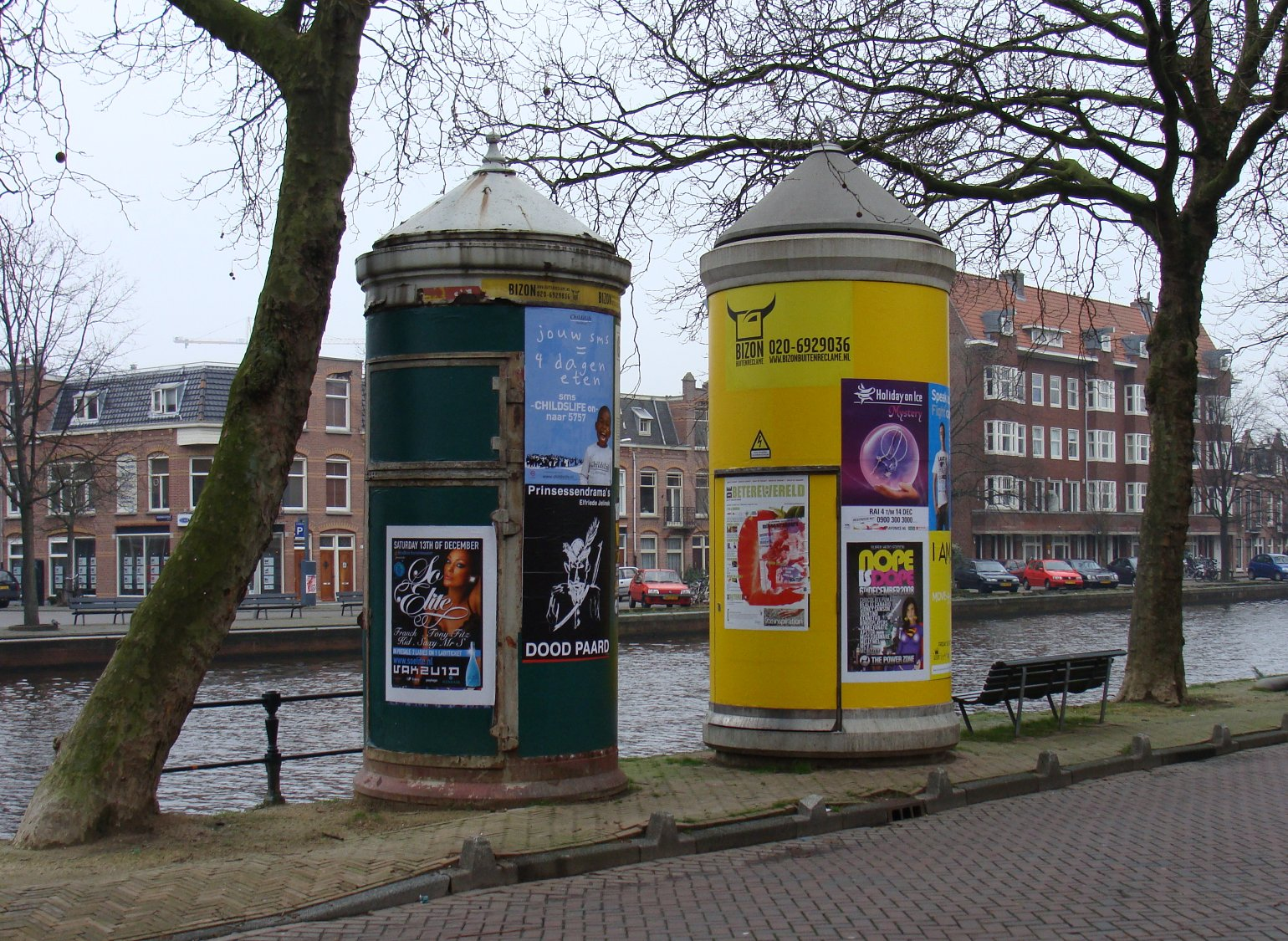
Transformatorzuilen in Amsterdam
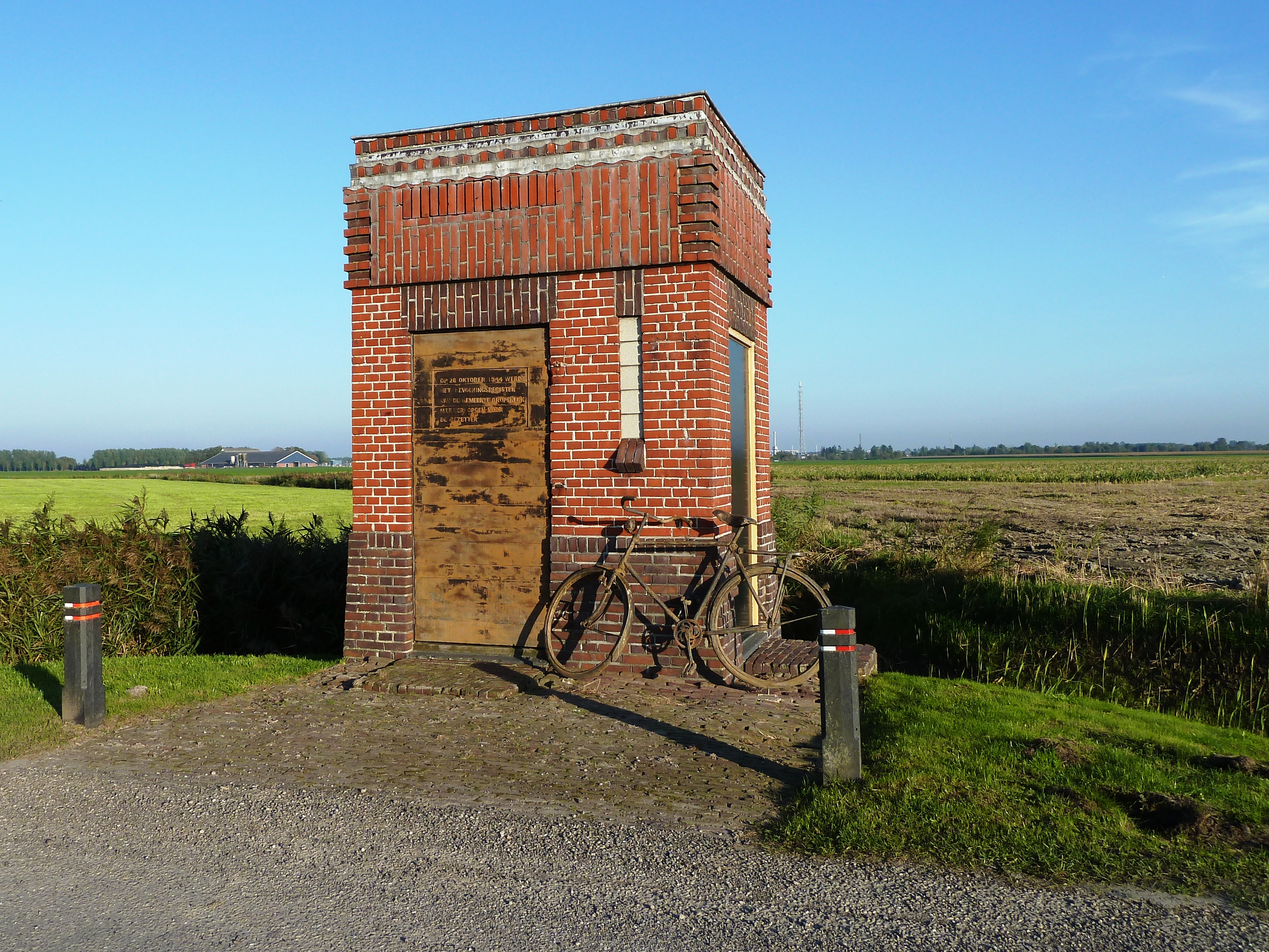
Transformatorhuisje (Grijpskerk), thans oorlogsmonument
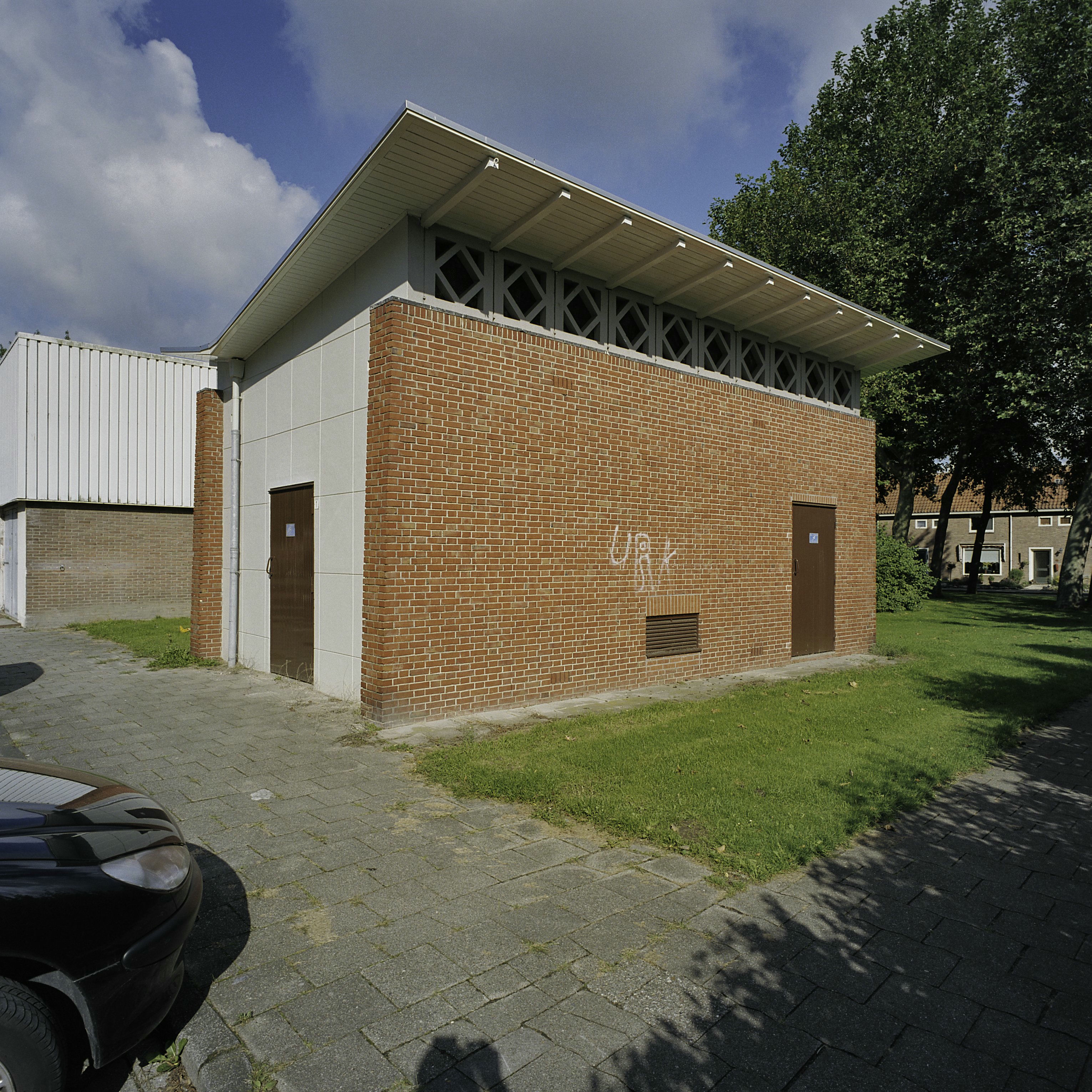
Transformatorhuisje met lessenaarsdak (Emmeloord)
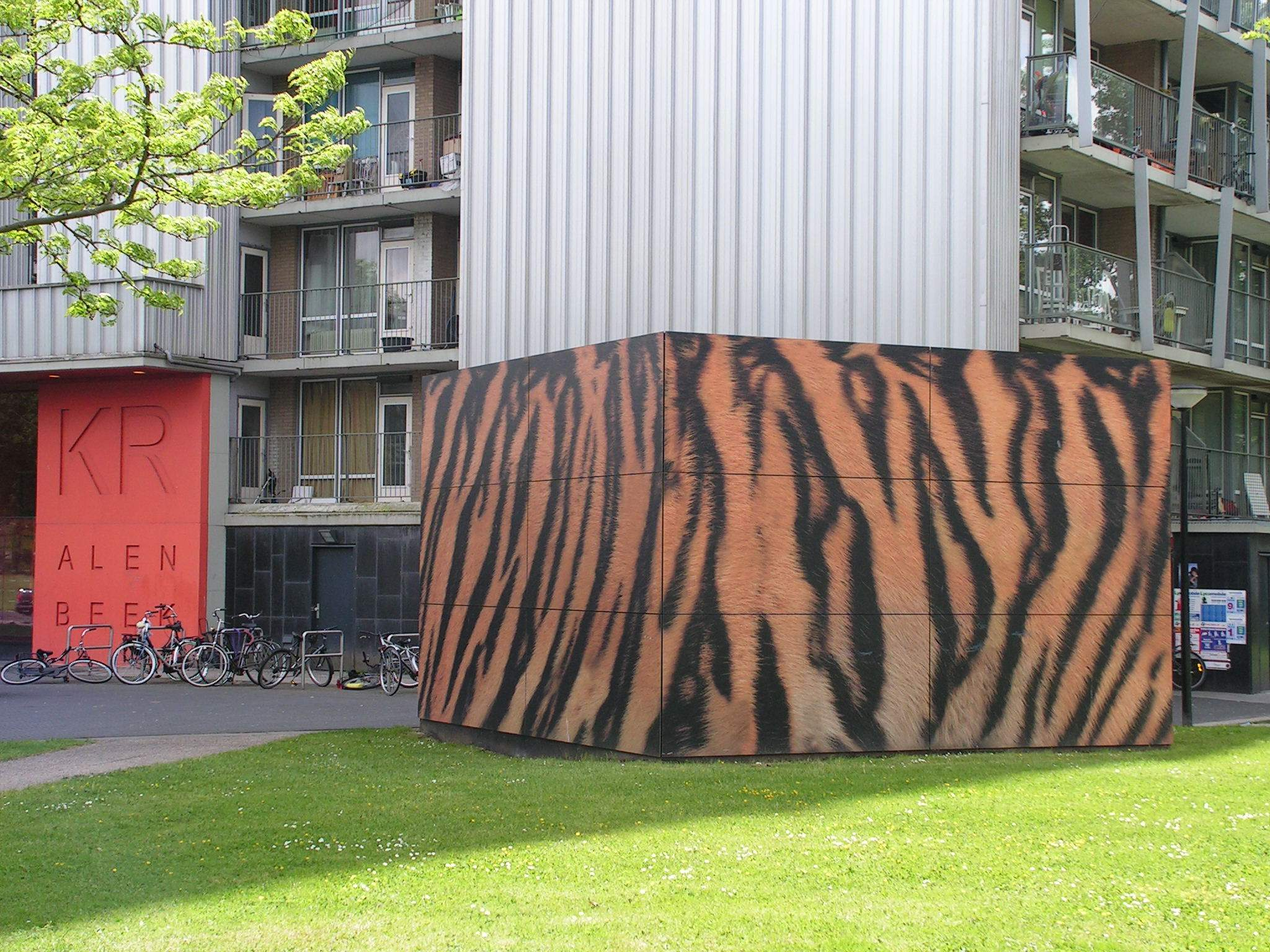
Transformatorhuisje in de Bijlmermeer (Amsterdam)
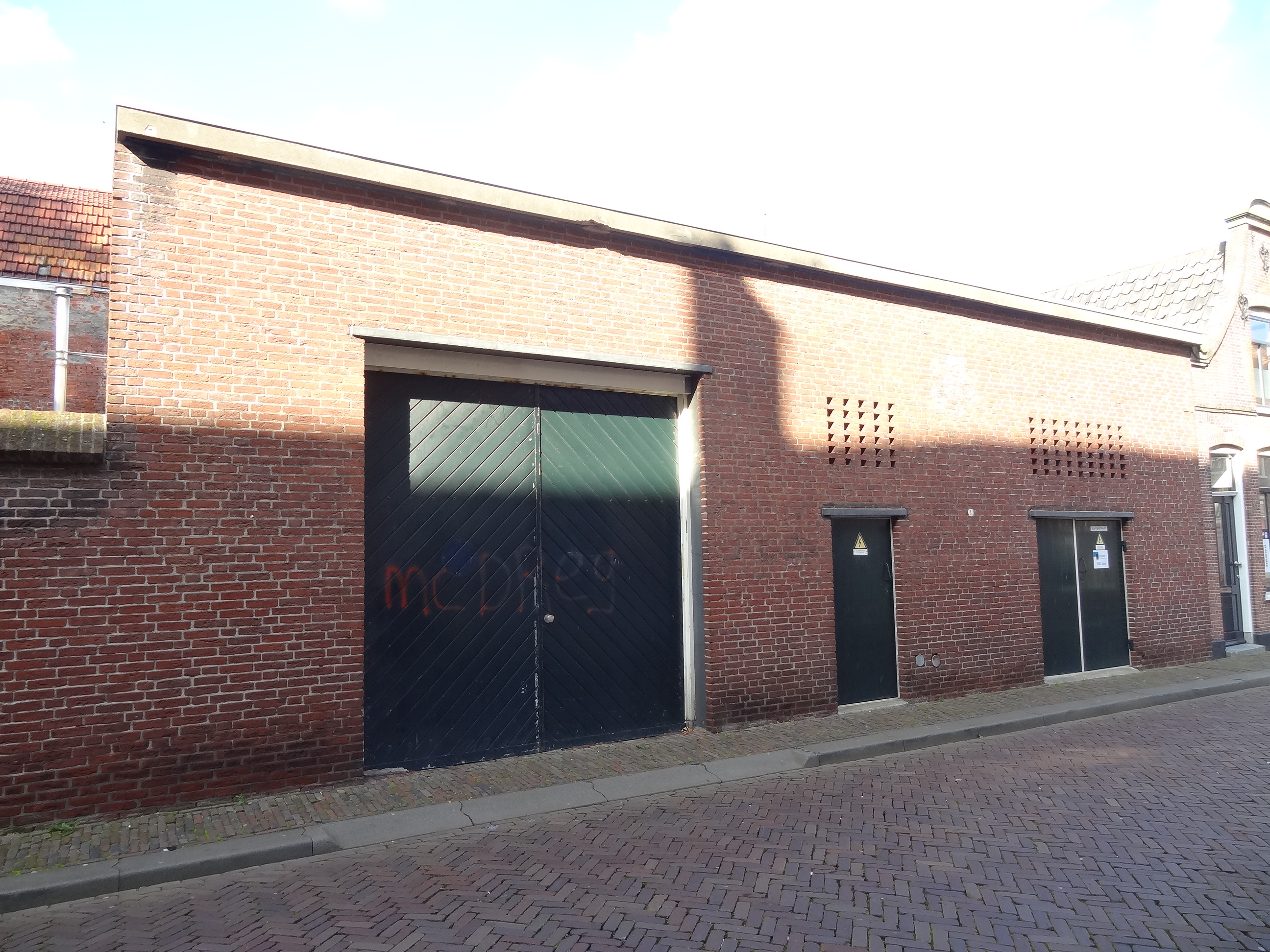
Transformatorhuis met garage aan de Achterstraat 1 in Hoorn (beeldbepalend pand)
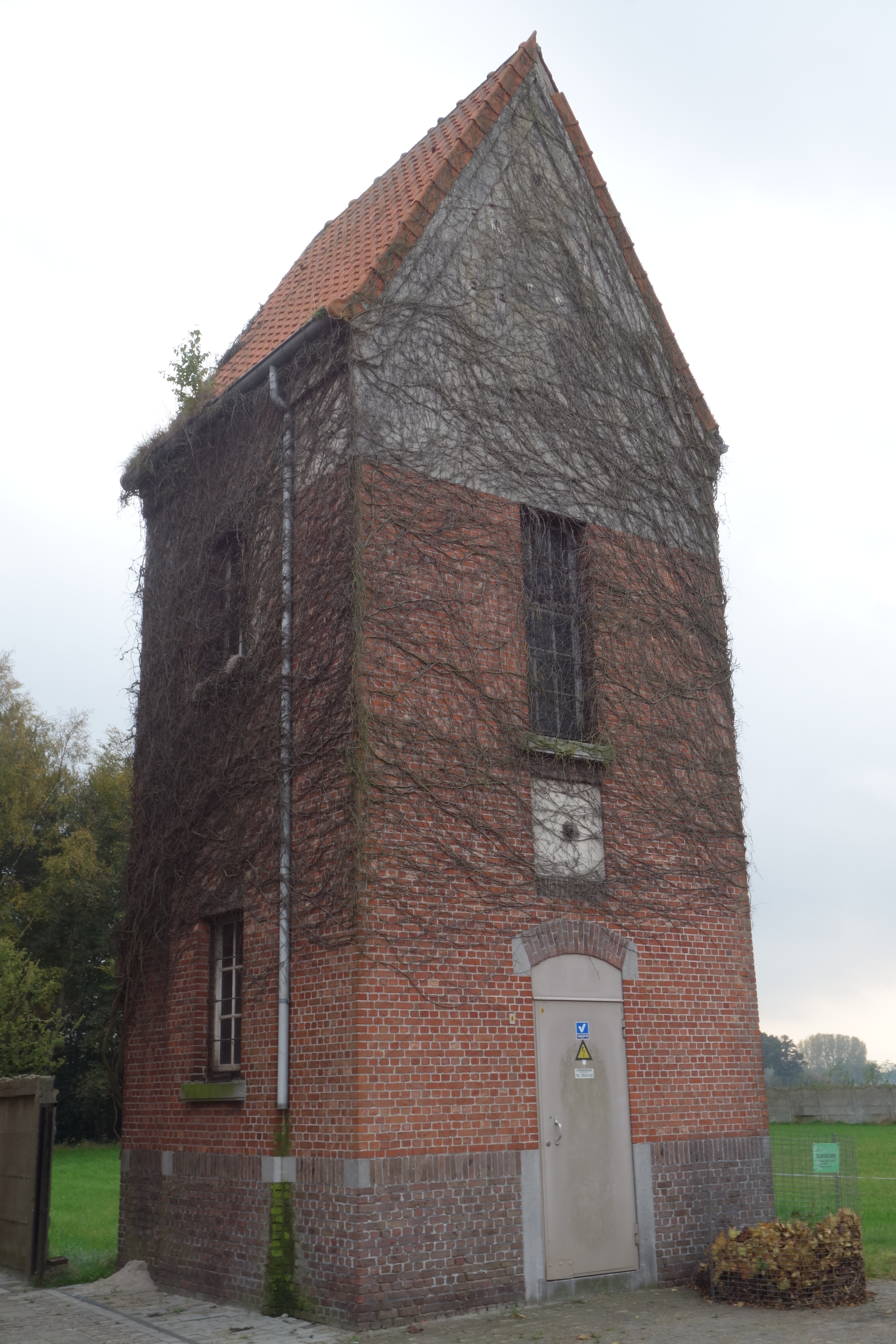
Een elektriciteitscabine in Zondereigen (Baarle-Hertog) van twee bouwlagen hoog.